# Campionato mondiale femminile under 23 di pallavolo
Il campionato mondiale femminile under 23 di pallavolo è stata una competizione pallavolistica per squadre nazionali, riservata a giocatrici con un'età inferiore di 23 anni, organizzata con cadenza biennale dalla FIVB.

## Edizioni
| Edizione      | Edizione      | Podio    | Podio           | Podio           |
| Anno          | Organizzatore | Campione | Seconda         | Terza           |
| ------------- | ------------- | -------- | --------------- | --------------- |
| 2013 Dettagli | Messico       | Cina     | Rep. Dominicana | Giappone        |
| 2015 Dettagli | Turchia       | Brasile  | Turchia         | Rep. Dominicana |
| 2017 Dettagli | Slovenia      | Turchia  | Slovenia        | Bulgaria        |

## Medagliere
| Pos. | Squadra         | 1º posto | 2º posto | 3º posto | Totale |
| ---- | --------------- | -------- | -------- | -------- | ------ |
| 1    | Turchia         | 1        | 1        | -        | 2      |
| 2    | Cina            | 1        | -        | -        | 1      |
| 2    | Brasile         | 1        | -        | -        | 1      |
| 4    | Rep. Dominicana | -        | 1        | 1        | 2      |
| 5    | Slovenia        | -        | 1        | -        | 1      |
| 6    | Bulgaria        | -        | -        | 1        | 1      |
| 6    | Giappone        | -        | -        | 1        | 1      |